# Gevisol
Gevisol är ett medel för ytdesinfektion vari ingår moderna tvättmedel (tensider) till 42,5% dessutom 8% av en alkohol och 1,5% av ett förhållandevis ogiftigt bakteridödande medel. Till detta kommer 13,7% natriumhydroxid (natronlut) och 33,5% av 4-klor-3-metylfenol — paraklormetakresol (PKK). I preparatet finns kresolen i form av sitt natriumsalt. I Gevisol finns ett överskott på natriumhydroxid och stamlösningen som avser att utspädas för användning är starkt alkaliskt, pH 12.
Medlet blev mycket omtalat efter morden på Malmö Östra Sjukhus där en 18-årig beredskapsarbetare hade använt Gevisol och Ivisol för att förgifta åldringar på en långvårdsavdelning.